# Cantón de Besanzón-Sur
El cantón de Besanzón-Sur era una división administrativa francesa, que estaba situada en el departamento de Doubs y la región de Franco Condado.

## Composición
El cantón estaba formado por once comunas, más una fracción de la comuna que le daba su nombre:
- Arguel
- Besanzón (fracción)
- Beure
- Fontain
- Gennes
- La Chevillotte
- La Vèze
- Le Gratteris
- Mamirolle
- Montfaucon
- Morre
- Saône

## Supresión del cantón de Besanzón-Sur
En aplicación del Decreto n.º 2014-240 de 25 de febrero de 2014, el cantón de Besanzón-Sur fue suprimido el 22 de marzo de 2015 y sus 12 comunas pasaron a formar parte; nueve del nuevo cantón de Besanzón-5, dos del nuevo cantón de Besanzón-6 y la fracción de la comuna que le daba su nombre se unió con las demás para que, por medio de una reestructuración cantonal, fueran creados los nuevos cantones de Besanzón-1, Besanzón-2, Besanzón-3 Besanzón-4, Besanzón-5 y Besanzón-6.